# Maatgevend schip
In de waterbouwkunde is het maatgevende schip het schip dat een haven of vaarweg nog "net" kan gebruiken. Het toelaten van grotere schepen is onmogelijk of gevaarlijk, bijvoorbeeld wegens de te kleine kielspeling of de te grote breedte van het schip. Grotere schepen worden hooguit bij uitzondering toegelaten met speciale toestemming of onder begeleiding, mede afhankelijk van de weersomstandigheden.   
Voor West-Europees binnenwater worden de regels voor maatgevende schepen vastgelegd in zogenaamde CEMT-klassen. Voor de zeevaart worden diverse zogenoemde max-schepen gedefinieerd, bijvoorbeeld Panamax en Malaccamax. 
Aframax · Baltimax · Chinamax · Dunkirkmax · Handymax · Japanamax · Kamsarmax · Medimax · Newcastlemax · Panamax · Saimax · Seawaymax · Setouchmax · Suezmax · Valemax